# Audata
Audata, en grec ancien Αὐδάτη / Audatè, est une princesse illyrienne devenue reine de Macédoine par son mariage à Philippe II en 359 av. J.-C.

## Biographie
Fille ou nièce de Bardylis Ier, elle épouse Philippe II pour réaffirmer le traité de paix imposé par les armes à Bardylis. Philippe finit par défaire complètement Bardylis en 358 av. J.-C.
Audata est la première ou la deuxième épouse de Philippe. Elle prend le nom d'Eurydice à son mariage. Ce nom est en effet celui de la mère de Philippe, qui serait également peut-être illyrienne. Les raisons de ce changement de nom sont probablement dynastiques, ou alors il s'agit une erreur d'Arrien ou de Photios ; une autre suggestion est une hellénisation de son prénom. Le mariage de Philippe avec Olympias suit de peu celui avec Audata. Il convient de noter que sa petite-fille, Adéa, est également renommée Eurydice.
Audata a transmis à sa fille Cynané sa capacité à commander et à combattre, l'entrainant à la chasse, à la course à cheval et aux arts militaires ; sa petite-fille reçoit d'ailleurs la même éducation.